# Jeff Teale
Jeff Teale (eigentlich Jeffrey Teale; * 20. Dezember 1939 in Newthorpe, North Yorkshire; † 16. Januar 1997) war ein britischer Kugelstoßer.
1968 wurde er bei den Olympischen Spielen in Mexiko-Stadt Zehnter, und 1969 schied er bei den Leichtathletik-Europameisterschaften in Athen in der Qualifikation aus.
Bei den British Commonwealth Games 1970 in Edinburgh gewann er für England startend Silber.
1968 und 1969 wurde er Englischer Meister, 1968 und 1970 Englischer Hallenmeister.
1974 wurde er lebenslang wegen Dopings gesperrt, nachdem er in einem Zeitungsinterview zugegeben hatte, anabole Steroide zu nehmen.

## Persönliche Bestleistungen
- Kugelstoßen: 19,18 m, 7. August 1968, Portsmouth
  - Halle: 18,13 m 22. März 1969, Cosford